# Flavio de Luna
Flavio Alejandro de Luna Davila (Aguascalientes, 26 januari 1990) is een Mexicaans wielrenner die anno 2018 rijdt voor 303 Project. 

## Overwinningen
2010
5e etappe Ronde van Mexico
2015
 Mexicaans kampioen tijdrijden, Elite

## Ploegen
- 2010 –  SpiderTech presented by Planet Energy
- 2011 –  Team SpiderTech powered by C10
- 2012 –  SpiderTech Powered by C10
- 2013 –  Team SmartStop p/b Mountain Khakis (vanaf 10-7)
- 2014 –  Team SmartStop
- 2015 –  Team SmartStop
- 2016 –  Team Illuminate
- 2018 –  303 Project

Batty · D.Boily · E.Boily · Boivin · Cosette · Euser · Gilbert · Lacombe · Lambert-Lemay · Langlois · de Luna · Parisien · Randell · Roth · Vives
Anderson · Batty · Bell · Boily · Boivin · Euser · Gilbert · Houle · Lacombe · Lambert-Lemay · Langlois · de Luna · McCarty · Parisien · Randell · Roth · Routley · Tuft · Vives
Anderson · Bell · Boily · Boivin · Euser · Fairly · Gilbert · Houle · Künzli · Lacombe · Lambert-Lemay · de Luna · McCarty · Parisien · Roth · Routley · Selander · Vandborg · Vives · Duchesne (stagiair)
Brown · Chaddock · Hamblen · Howe · Kline · Lea · Livermon · de Luna · Marcotte · McCabe · Monteleone · Murfet · Myerson · Patten · Simes · Travieso · Uberti · Winsor · Dahl (stagiair)
Bell · Berry · Britton · Cogburn · Haga · Kline · Kocjan · Kyer · Livermon · de Luna · Marcotte · McCabe · Myerson · Torckler · Dahl (stagiair)
Baca · Brunner · Caldwell · Cassin · Chance · Clemence · C. Easter · G. Easter · Ellwood · Font · González · de Luna · Newkirk · Ravelo · Silverberg · Stephens · Warren · Winn